# Edward Villiers (5e comte de Clarendon)
Edward Hyde Villiers, 5e comte de Clarendon, (11 février 1846 - 2 octobre 1914), appelé Lord Hyde entre 1846 et 1870, est un homme politique libéral britannique unioniste de la famille Villiers. Il est lord-chambellan entre 1900 et 1905.

## Jeunesse et éducation
Il est le deuxième mais le fils aîné survivant de l'homme d'État libéral George Villiers (4e comte de Clarendon) et de son épouse Katherine Grimston, fille de James Grimston (1er comte de Verulam). Il fait ses études au Harrow et au Trinity College de Cambridge.

## Carrière politique

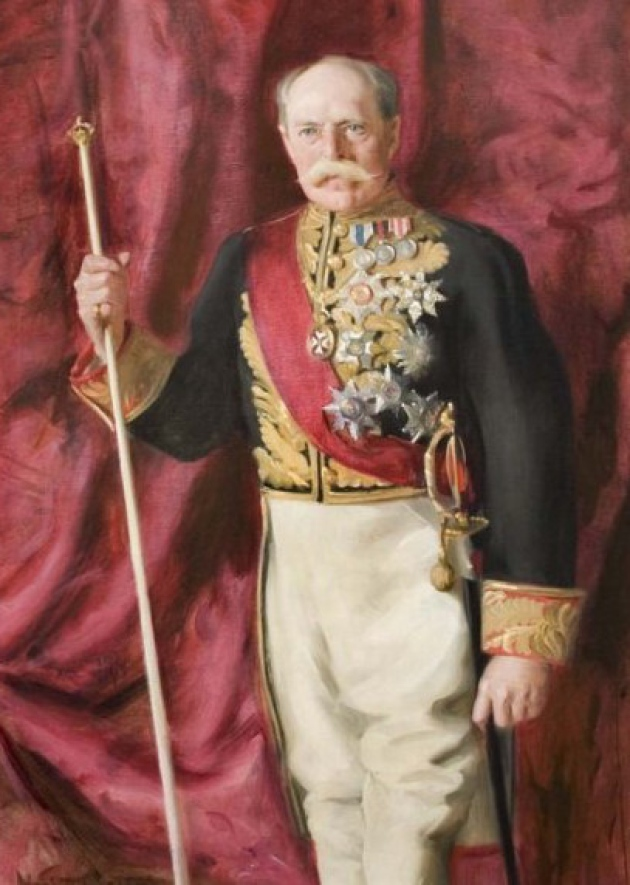
Portrait de Clarendon dans son uniforme de lord-chambellan, vers 1902.

Il est élu au Parlement pour Brecon en 1869, un siège qu'il conserve jusqu'à l'année suivante, quand il succède à son père dans le comté et prend son siège à la Chambre des lords. En 1895, il est nommé Lord-in-waiting dans l'administration unioniste de Lord Salisbury, poste qu'il occupe jusqu'en 1900, lorsqu'il est promu lord-chambellan et admis au Conseil privé. Il conserve ce poste également lorsque Arthur Balfour devient Premier ministre en 1902. Le gouvernement tombe en décembre 1905 et Clarendon ne devait jamais reprendre de fonctions.
En dehors de sa carrière politique, Lord Clarendon est également lord-lieutenant du Hertfordshire de 1893 à 1914.

## Carrière sportive
Il fait une apparition connue dans le cricket de première classe pour l'université de Cambridge en 1865. Il est batteur droitier (RHB) et lanceur rapide à bras rond. Quatre de ses oncles James, Edward, Robert et Francis Grimston ont tous joué au cricket de première classe, tout comme son cousin Walter Grimston. Entre 1890 et 1896, Lord Clarendon est membre du comité de football du West Hertfordshire Sports Club et préside certaines réunions. Au cours de cette période, le club remporte trois Coupes seniors Herts en quatre ans, sans y participer l'autre année. Cette équipe de football devient plus tard connue sous le nom de Watford Football Club.

## Famille
Lord Clarendon épouse Caroline Agar, fille de James Agar, 3e comte de Normanton, le 6 septembre 1876. Après la mort de sa première femme en 1894, il se remarie avec Emma Hatch, le 5 août 1908. Il a deux enfants de son premier mariage: 
- George Villiers (6e comte de Clarendon) (1877-1955)
- Edith Villiers {1878-1935)

Lord Clarendon est décédé en octobre 1914, à l'âge de 68 ans, et est remplacé par son fils unique George.